# Castagnata

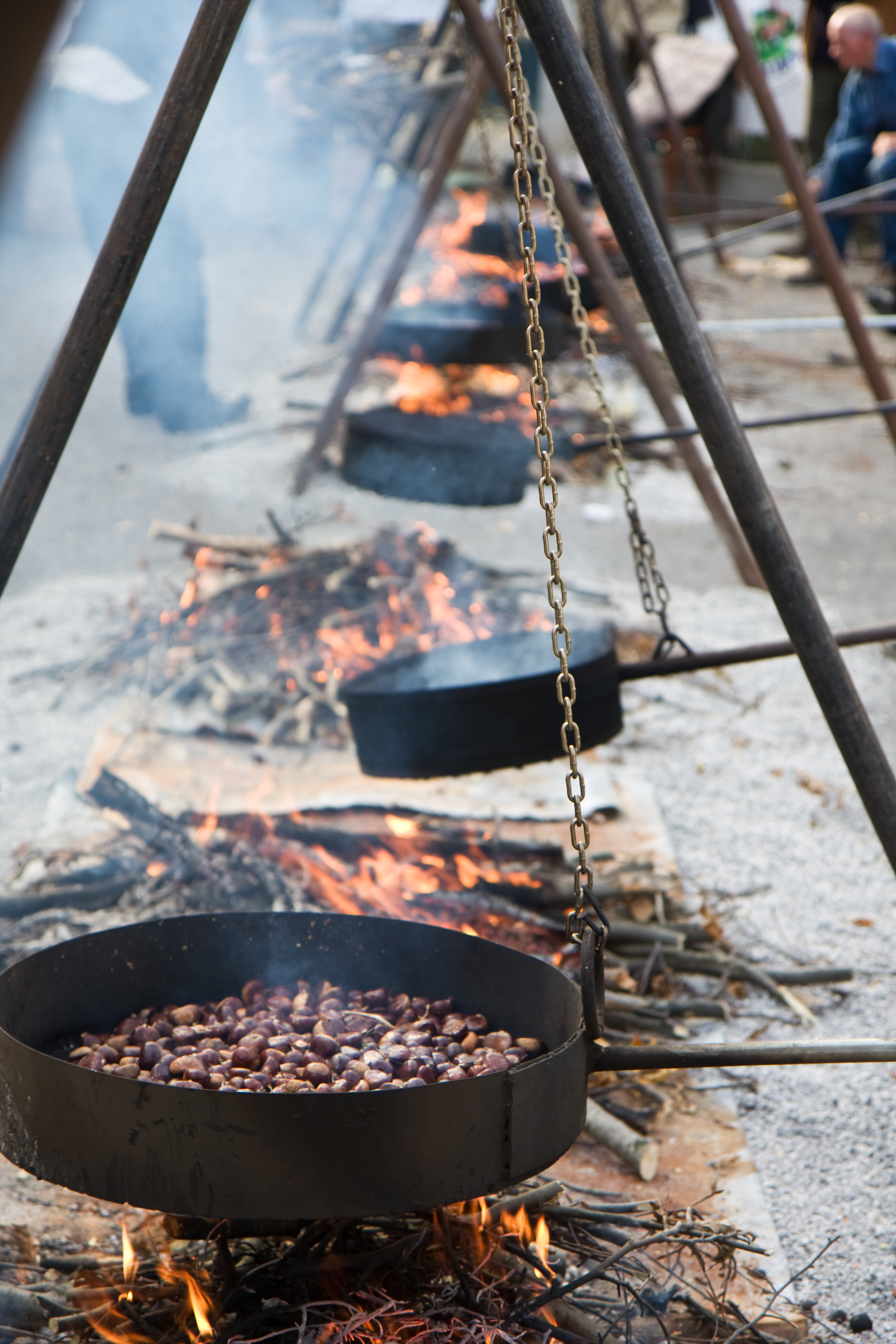
Castagne arrostite in piazza durante una castagnata.

La castagnata è una sagra enogastronomica dedicata alla castagna e ai piatti tipici locali. 

## Storia
Sin dal paleolitico l'uomo si alimentò di castagne e ghiande. Con l'espansione delle coltivazioni di castagni da parte dei romani, il suo frutto diventò una delle basi alimentari della popolazione. Iniziò a venir consumato fresco, secco, o macinato per fare farina. Dalla fine del XVIII secolo la diffusione del mais e della patata ridussero la sua importanza anche nell'alimentazione contadina.

## Tradizione
Appuntamento autunnale di molti borghi italiani, la castagnata è caratterizzata principalmente da una distribuzione di castagne arrostite in piazza, servite tradizionalmente nel classico cartoccio.

## Magosto
Il Magosto è una festa popolare delle Asturie ma la tradizione e diffusa in molte parti della Spagna, come in Catalogna, e si festeggia tradizionalmente il giorno di Ognissanti, anche se si tende a spostarla tra l'ultimo di ottobre e il primo di novembre. Come in seguito hanno iniziato i paesi anglosassoni con Halloween i leonesi, i galiziani, come prima i celti con i Samhain, la castagnata catalana proviene da un'antica festa rituale e funeraria. Consiste in un pasto dove si mangiano castagne, panellets (una specie di pasticcino), patate dolci e canditi. La bevanda tipica è il moscato. 
In molti luoghi, il giorno di Ognissanti, i pasticceri organizzano una lotteria di panellets e canditi.
Ci sono varie teorie sull'origine del termine galiziano magosto: Magnus Ustus (grande fuoco) e Magum Ustum (risaltando il carattere magico del fuoco).
Tradizionalmente questa festa si realizzava con la raccolta di questo frutto e serviva anche come ringraziamento per la raccolta ottenuta.